# Chaetodontoplus vanderloosi
Chaetodontoplus vanderloosi is een  straalvinnige vissensoort uit de familie van engel- of keizersvissen (Pomacanthidae). De wetenschappelijke naam van de soort is voor het eerst geldig gepubliceerd in 2004 door Allen & Steene.
De soort staat op de Rode Lijst van de IUCN als Bedreigd, beoordelingsjaar 2009. De omvang van de populatie is volgens de IUCN dalend.